# Chlorochaeta viridifimbria
Chlorochaeta viridifimbria är en fjärilsart som beskrevs av W. Warren 1906. Chlorochaeta viridifimbria ingår i släktet Chlorochaeta och familjen mätare. Inga underarter finns listade i Catalogue of Life.